# Les Chevaux de feu
Pour les articles homonymes, voir Les Chevaux de feu (nouvelle).
Pour plus de détails, voir Fiche technique et Distribution.
Les Chevaux de feu (en ukrainien : Тіні забутих предків, en russe : Тени забытых предков, ce qui pourrait se traduire par Les Ombres des ancêtres disparus) est un film de fiction soviétique de Sergueï Paradjanov sorti en 1965. Le film est adapté d'une nouvelle de l'écrivain ukrainien Mykhaïlo Kotsioubynsky,.

## Résumé
L'action se situe dans un village houtsoule dans les Carpates ukrainiennes dans la seconde moitié du XIXe siècle.
Après la messe (en dépit de l'athéisme officiel en URSS, la religion orthodoxe est présente tout au long du film), le père du jeune Ivan se bat avec un homme qui le tue. Le sang envahit l'écran ainsi que l'ombre de chevaux rouges au galop. Ivan se lie avec Maritchka, la fille de l'homme qui a tué son père.
Devenus adultes, les deux amoureux décident de se marier malgré la haine des deux familles. Mais Ivan doit d'abord aller travailler à l'alpage et demande à Maritchka de l'attendre. Un jour, celle-ci, qui garde des moutons, tente de sauver un agneau. Malheureusement, elle tombe dans un torrent et se noie. Ivan devient très solitaire, bourru et malade.
Il décide, après une longue période, de recommencer sa vie en se mariant avec Palagna. Bonheur de courte durée, car Ivan continue à rester obsédé par le souvenir de Maritchka, et Palagna, après avoir prié pour sauver leur mariage et avoir un enfant, se console avec Youra, le sorcier du village. Dans une taverne, les rivaux se rencontrent et se battent, Ivan reçoit un coup de couteau. Il déambule jusque dans la forêt, où il ressent la présence de l'esprit de Maritchka. Il voit son image pâlie, elle touche sa main, et Ivan meurt. Le village lui consacre alors des obsèques traditionnelles.

## Mise en scène
Le film est découpé en douze chapitres comme les mois de l'année. Les titres des chapitres apparaissent en lettres cyrilliques rouges sur fond noir. Seul le dernier chapitre (Piéta) s'inscrit en lettres blanches latines sur fond noir :
- Les Carpates, oubliées de Dieu et des hommes, terre des Houtsoules.
- Ivan et Maritchka.
- Le pré.
- Solitude.
- Ivan et Palagna.
- La vie quotidienne.
- Noël.
- Demain, le printemps.
- Le sorcier.
- L'auberge.
- La mort d'Ivan.
- La Piéta.

## Fiche technique
- Titre original : Tini zabutykh predkiv
- Titre français : Les Chevaux de feu
- Réalisation : Sergueï Paradjanov
- Scénario : S. Paradjanov, Ivan Tchendeï d'après le récit, Les ombres des ancêtres oubliés de Mykhaïlo Kotsioubynsky
- Photographie : Youri Illienko, Viktor Bestaïev
- Son : S. Sergueïenko
- Décors : M. Rakovski, G. Iakoutovitch
- Musique : Miroslav Skorik
- Production : Studios Dovjenko, Kiev
- Société de distribution (France) : Films sans Frontières, Carlotta Films depuis 2025
- Pays de production :  Union soviétique
- Langue originale : houtsoule
- Format : 35 mm - Couleurs
- Durée : 97 minutes
- Sortie :
  - Argentine : 22 mars 1965 au Festival international du film de Mar del Plata[3]
  - Union soviétique : 4 septembre 1965
  - France : 25 mars 1966

## Distribution
- Ivan Mykolaïtchouk : Ivan Paliytchouk, un jeune paysan houtsoule
- Larissa Kadotchnikova : Maritchka Gutenyuk (Houteniouk), l'amoureuse de Ivan
- Tatiana Bestaeva (ru) : Palagna, la femme que finira par épouser Ivan
- Nikolaï Grinko : Vatag le berger
- Leonid Yengibarov : Miko le muet
- Spartak Bagachvili (ru) : Youra le sorcier, qui envoûte Palagna
- Nina Alissova : la mère de Ivan
- Aleksander Gaï (ru) : le père de Ivan
- Neolina Gnepovskaïa (ru) : la mère de Maritchka
- Aleksander Raïdanov : le père de Maritchka
- Igor Dzioura : Ivan enfant
- Valentina Glianko : Maritchka enfant
- Alekseï Borzounov (ru) : voix off

## Commentaire
À contre-courant du cinéma soviétique officiel de l'époque, Paradjanov signe ici une des œuvres cinématographiques majeures du XXe siècle qui stupéfie toujours par sa modernité.
Adaptée de la nouvelle Les chevaux de feu de Mykhaïlo Kotsioubynsky, l'histoire s'imprègne du folklore des Carpates.
Mais le scénario n'est que secondaire. Ce qui fait la force de ce film, ce sont ses mouvements de caméra déjantés, tordus en tous sens, s'enchaînant avec une rapidité folle. Ce travail sur l'image est à mettre au crédit du chef opérateur du film, Youriï Illienko. Il faut signaler aussi que le réalisateur, dans la scène du meurtre du père, n’hésite pas à ensanglanter l’objectif de la caméra. S'ajoute à cette image toute en mouvement une bande son du même acabit : solos de cors des Carpates, flûtes, trompes traditionnelles, etc. Enfin, tout le film est baigné d’une lumière extraordinaire. On peut voir dans cette façon de faire sentir la présence de la caméra, des éclairages ou de la bande-son une manière de dire qu’il s’agit d’un conte dont effectivement le scénario est secondaire (de même on peut lire au générique que ce film : « introduit dans un monde de légende encore vivante »). Tandis que la puissance de l’image, de même que dans les œuvres postérieures de Paradjanov, emporte le spectateur.[Interprétation personnelle ?]
Les autorités soviétiques, qui imposaient le doublage des films en langue russe, virent d'un très mauvais œil cette œuvre avant-gardiste en houtsoule, et empêchèrent pendant longtemps Paradjanov d'exercer son métier.

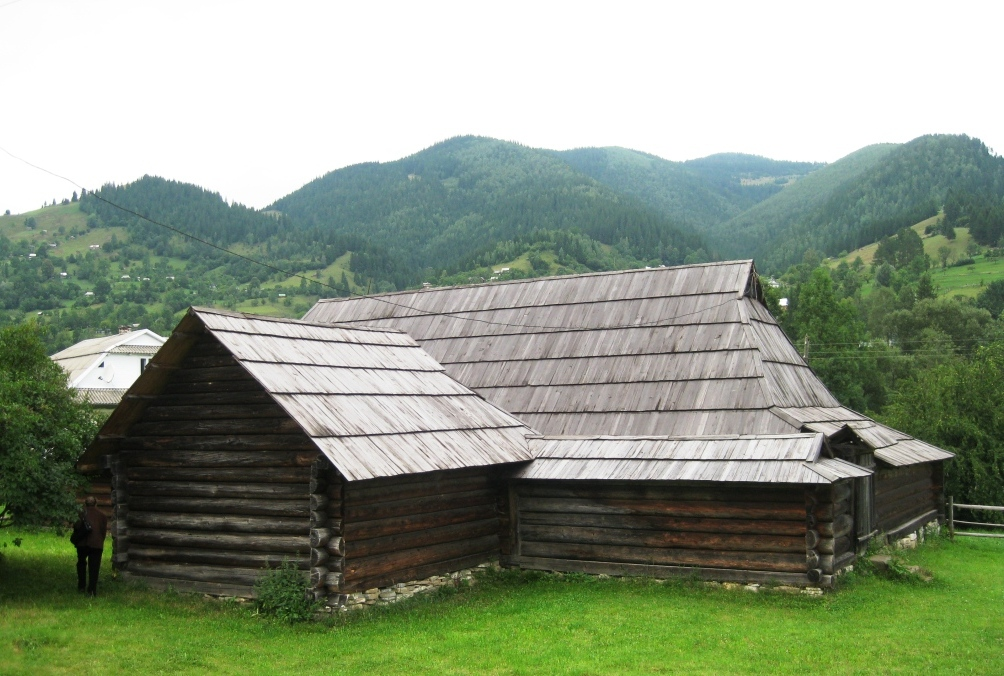
Maison de Kryvorivnia dans laquelle une partie du film fut tourné. C'est aujourd'hui un musée sur les Houtsoules
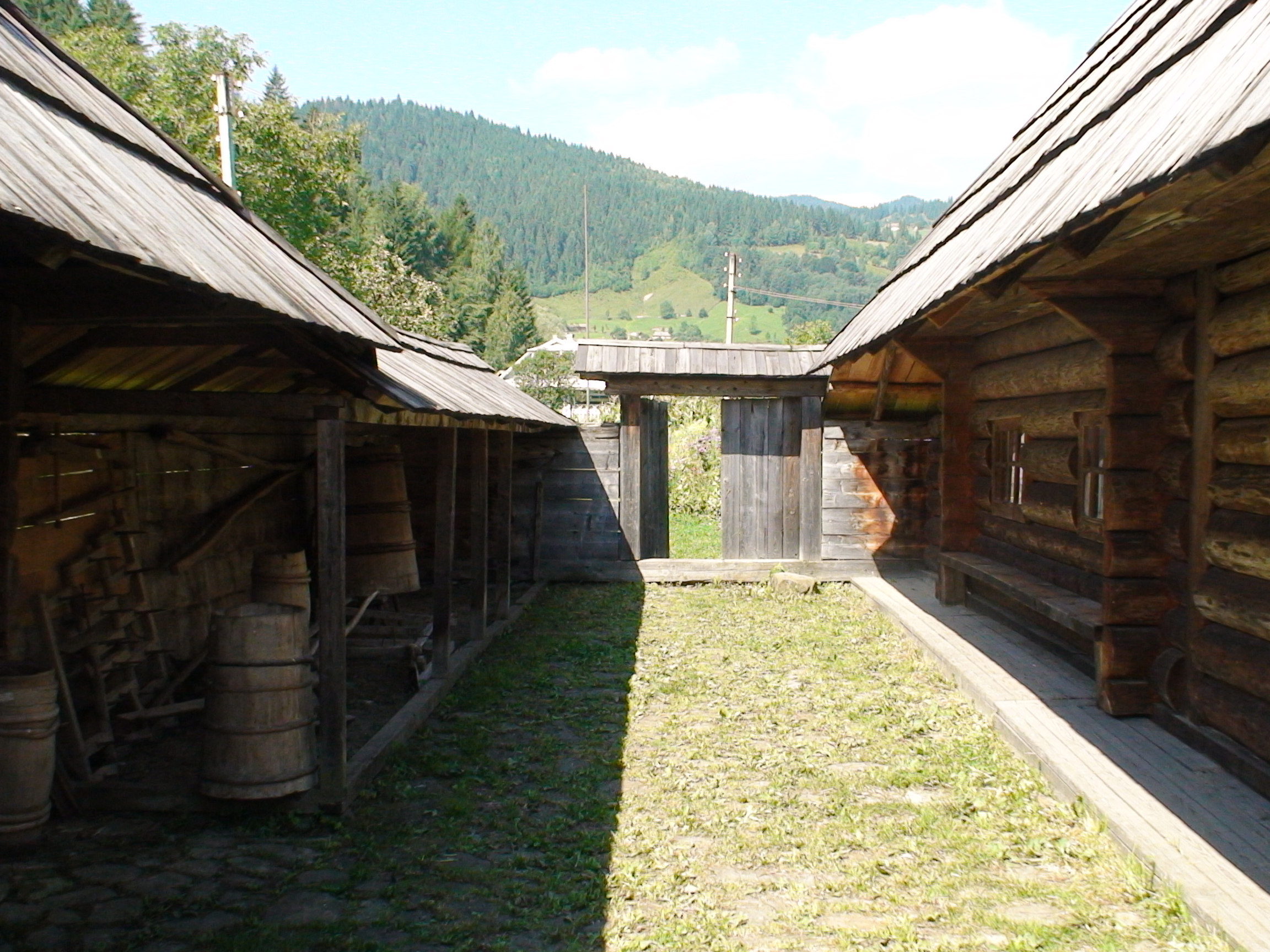
La cour
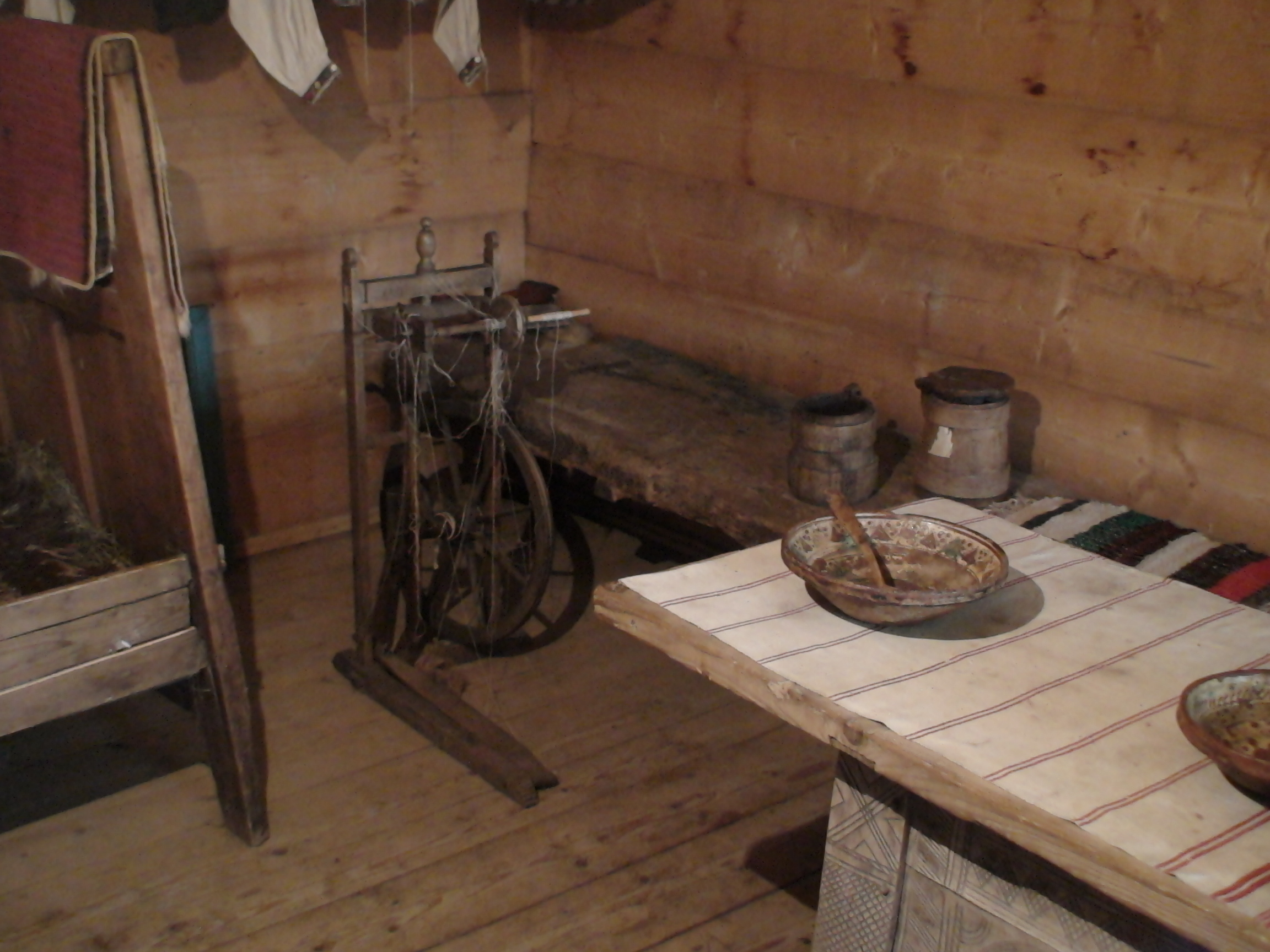
L'intérieur
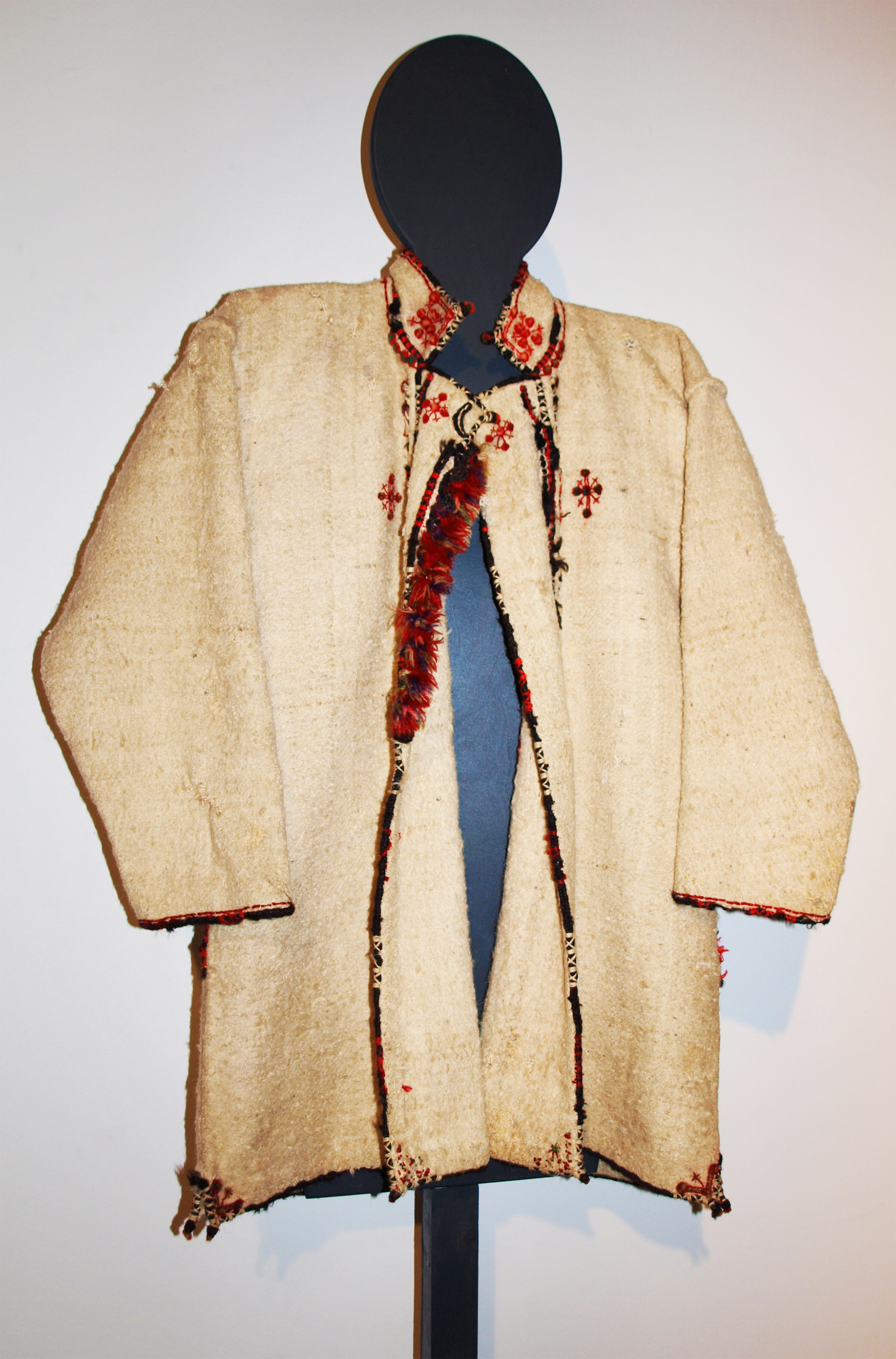
Costume utilisé dans le film

## Les Chevaux de feu: le témoignage du réalisateur
Au moment de la diffusion du film en France, fin mars 1966, Les Lettres françaises publiait un long témoignage de Sergueï Paradjanov sur son travail aux studios Dovjenko de Kiev. On en retiendra quelques extraits essentiels :
- « Je me suis toujours intéressé à l'Ukraine et j'ai d'ailleurs tourné deux courts métrages Les Mains d'or et Dumka, sur les arts populaires, les sculptures sur bois, les broderies, les faïences, les céramiques et les vieux chants de l'Ukraine. Mais je voulais restituer cet univers dans sa beauté première, débarrasser la "vision" populaire de tous les fards du musée. »
- « J'avais toujours été attiré par la peinture et je me suis habitué à considérer chaque cadre cinématographique comme un tableau indépendant. Je sais que ma mise en scène se dissout volontiers dans la peinture, et là est sans doute sa première force et sa première faiblesse. Dans la pratique, je choisis souvent la solution picturale, plutôt que la solution littéraire. Et la littérature qui m'est le plus accessible est celle, qui en son essence même, procéderait de la peinture. C'est alors que je lus attentivement le récit de Kotsioubinski et que j'eus envie de le tourner. Je tombai immédiatement amoureux de ce sentiment infiniment pur de la beauté, de l'harmonie, de l'infini. On y percevait cette ligne où la nature devient l'art et où l'art devient nature. »
- « Quand la décision de tourner le film fut prise, nous partîmes dans les Carpates. (...) Nous avons vécu longtemps là-bas. (...) Nous nous sommes volontairement laissés entraîner par la matière première du récit, par son rythme et son style, afin que littérature, histoire, ethnographie et métaphysique se fondent en une unique vision cinématographique, en un acte unique. Plongés jusqu'au fond dans cet univers, nous avons commencé à tourner de façon très traditionnelle, très classique. Par chance, les Goutzouls qui jouaient dans notre film sont intervenus eux-mêmes. Ils exigeaient la vérité absolue. »
- « Nous faisions un film sur les passions intelligibles à tout être humain et nous voulions révéler ces passions dans la mélodie, dans chaque objet tangible et bien entendu dans la couleur. Là, je me suis effectivement appuyé sur l'art pictural car il a réalisé depuis longtemps, et à la perfection, toute la dramaturgie de la couleur (...). Refuser la couleur aujourd'hui, c'est, il me semble, signer l'aveu de sa propre faiblesse. Nous autres cinéastes, devons prendre des leçons chez les peintres tels que Bruegel, Arkhipov, Nesterov et également chez les modernes et les primitifs - chez eux la couleur n'est pas seulement l'ambiance, une émotion complémentaire. Elle fait partie du contenu. »

### Revue de presse
- Jean d'Yvoire, « Les Chevaux de feu », Téléciné no 129, Paris, Fédération des Loisirs et Culture Cinématographique (FLECC), juin-juillet 1966, p. 38,  (ISSN 0049-3287)